# Сержао
Серіжу Луїш Масіел Лукас або просто Сержао (порт.-браз. Sergio Luís Maciel Lucas / Serjão; нар. 18 вересня 1979, Сантана-ду-Лавріменту, Ріу-Гранді-ду-Сул, Бразилія) — бразильський футзаліст, виступав на позиції нападника. У 2009 році прийняв азербайджанське громадянство та розпочав виступи за збірну Азербайджану.
Відрізнявся унікальними для футболіста габаритами (при зростанні 184 сантиметри 2012 року на чемпіонаті Європи важив 110 кілограм).

## Життєпис
Розпочинав кар'єру у бразильських клубах. Виступав за «Інтернасьйонал» (з 1996 до принаймні 1999 року, а також 2002 року), «Банеспу» (у 2000-2001 роках) та «Ульбру» (у другій половині 2001 та наприкінці 2002 року).
У січні 2003 року перебрався до російського чемпіонату, де розпочав виступи за югорський клуб «ТТГ-Ява». За півтора сезону у складі сибірського клубу потужний бразилець став улюбленцем місцевих уболівальників та одним із найрезультативніших гравців російського чемпіонату. У сезоні 2004/05 років поступився у списку бомбардирів першості лише співвітчизнику Кака.
У 2005 році перейшов до московського «Спартака», де продовжив бомбардирські подвиги і завершив сезон 2005/06 років найкращим бомбардиром чемпіонату. Всього бразилець виступав у складі червоно-білих два сезони, за які зумів досягти капітанської пов'язки. Але через фінансові проблеми клубу влітку 2007 року покинув «Спартак».
2008 року перейшов до азербайджанського «Аразу». Незабаром бразилець прийняв азербайджанське громадянство та розпочав виступи за збірну Азербайджану з футзалу. Разом з іншими натуралізованими бразильцями зробив основний внесок у перші досягнення азербайджанського футзалу. На Чемпіонаті Європи 2010 року азербайджанці посіли четверте місце, а Сержао відзначився трьома голами. А згодом «Араз» вирвав у італійського «Лупаренсе» бронзову медаль Кубку УЄФА з футзалу 2009/10.
Влітку 2010 року залишив «Араз». Незабаром бразилець перебрався до українського чемпіонату, де став гравцем франківського «Урагану». Найкращий бомбардир чемпіонату України сезону 2010/11 — 27 влучних ударів. Загалом провів за івано-франківську команду 46 матчів в чемпіонаті України, у яких забив 43 м'ячі.
У 2012 році він та його одвічний напарник Біро Жаде повернулися до «Аразу».

## Досягнення
- Чемпіонат штату Ріу-Гранді-ду-Сул
  -  Чемпіон (1): 2001

- Чемпіонат Бразилії з футзалу
  -  Срібний призер (1): 2001

- Міжконтинентальний кубок з футзалу
  -  Володар (1): 2001

- Чемпіонат Азербайджану
  -  Чемпіон (2): 2009, 2010

- Кубок УЄФА
  -  Бронзовий призер (1): 2009/10

- Чемпіонат Європи
  - 1/2 фіналу (1): 2010

особисті
- Найкращий бомбардир Чемпіонату Росії з міні-футболу: 2005/06
- Найкращий бомбардир Чемпіонату України з футзалу: 2010/11